# 泰纳克 (多尔多涅省)
泰纳克（法語：Thénac，法語發音：[tenak]）是法国多尔多涅省的一个市镇，属于贝尔热拉克区。

## 地理
泰纳克（44°45'1"N, 0°20'28"E）面积20.34 平方千米，位于法国新阿基坦大区多爾多涅省，该省份为法国西南部内陆省份，是法國本土面积第三大的省，大致对应佩里戈尔地区，北起顺时针与夏朗德省、上维埃纳省、科雷兹省、洛特省、洛特-加龙省、吉倫特省和滨海夏朗德省接壤。
与泰纳克接壤的市镇（或旧市镇、城区）包括：莫内斯捷、卢贝斯-贝尔纳克、圣于连-伊诺桑斯-厄拉利、锡古莱斯和弗洛雅克、屈内日。

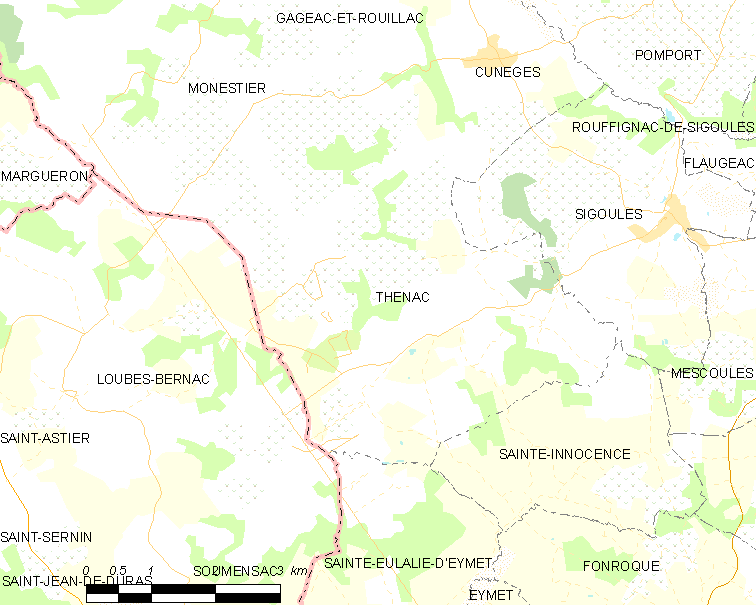
的OSM定位图

泰纳克的时区为UTC+01:00、UTC+02:00（夏令时）。

## 行政
泰纳克的邮政编码为24240，INSEE市镇编码为24549。

## 政治
泰纳克所属的省级选区为南贝尔热拉库瓦县。

## 人口

1962-2008年间人口变化图示

泰纳克于2022年1月1日时的人口数量为443人。